# Theodor Nöldeke
Theodor Nöldeke (Harburg, 1836-Karlsruhe, 1930) fue un orientalista alemán.

## Biografía
Nacido el 2 de marzo de 1836 en Harburg, Nöldeke estudió lenguas orientales en Göttingen (bajo la dirección de Ewald y Benfey), Viena, Leiden y Berlín. Doctorado en 1856, se habilitó en 1861 en Göttingen, en 1864 se convirtió en profesor asociado, en 1868 fue nombrado ordentlicher Professor en Kiel y en 1872 pasó a trabajar como profesor de Filología Semítica en Estrasburgo. Su primera obra fue Geschichte des Qorans (1860). Otros trabajos suyos fueron títulos como Untersuchungen zur Kritik des alten Testaments (1869), Geschichte der Perser und Araber zur Zeit der Sasaniden (1879) y Aufsätze zur persischen Geschichte (1887). Falleció el 25 de diciembre de 1930 en Karlsruhe.